# Kleztory
Kleztory è un ensemble musicale mondiale e klezmer fondato nel 2000 di base a Montréal, Québec, Canada. Pur rimanendo fedele al ricco retaggio klezmer, i Kleztory si prendono la libertà di arrangiare parti del repertorio tradizionale. Questo dona alla loro musica la sua unicità personale ed un sapore distintivo. I Kleztory vengono influenzati da molte fonti di ispirazione come jazz, classica, gypsy, country, folk e blues. L’ensemble è stato premiato sia con l’Opus Prize nel 2007 come migliore album dell’anno nella categoria Jazz / Musica dal Mondo in Québec per Nomade, e con il Premio Fürth Klezmer al 3º Festival Internazionale della Musica Ebraica ad Amsterdam nel 2012.

## Formazione
I membri attuali includono Elvira Misbakhova (violino), Airat Ichmouratov (clarinetto, clarinetto basso), Mark Peetsma (doppio basso), Dany Nicolas (chitarra) e Melanie Bergeron (fisarmonica).

## Storia

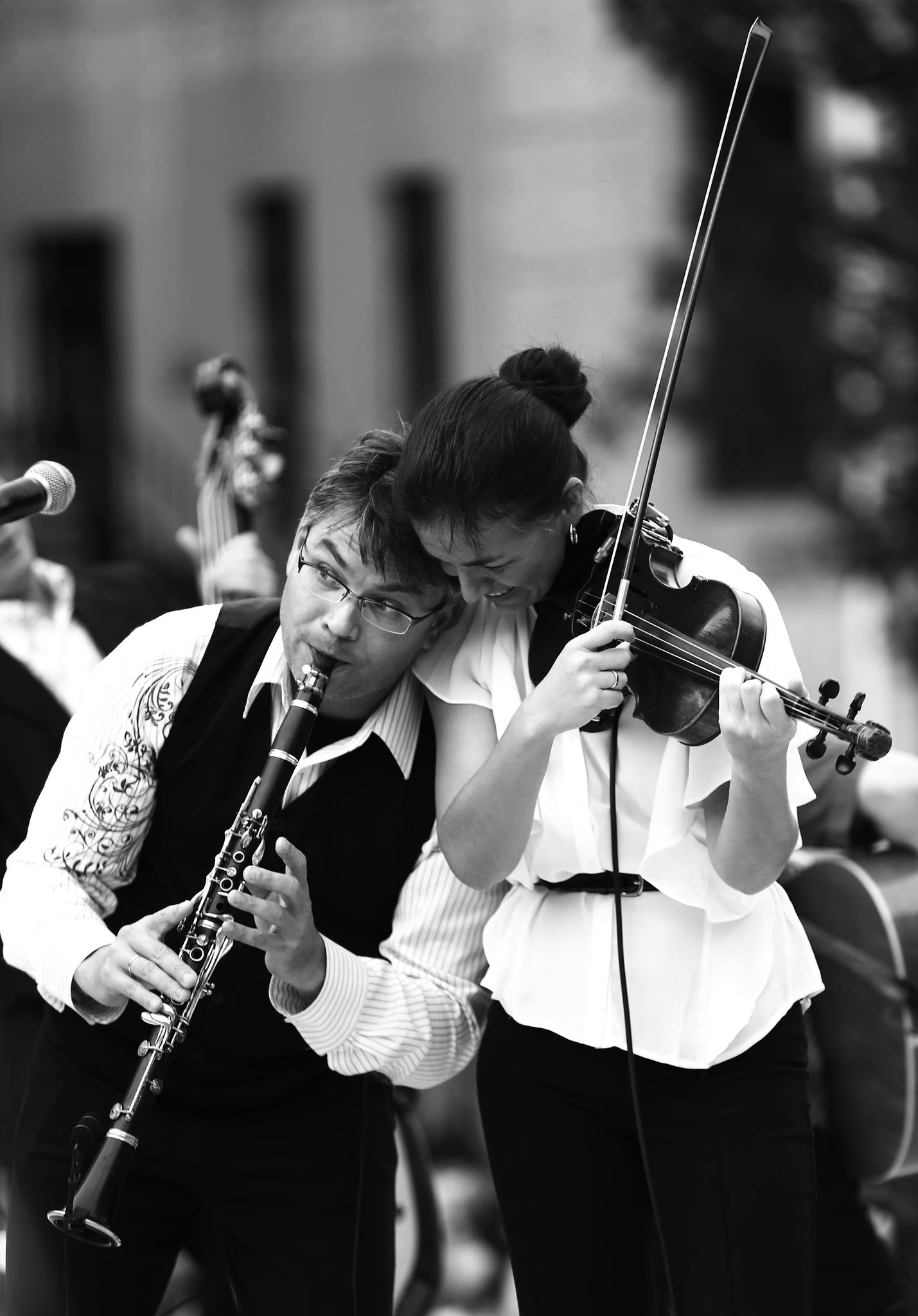
Airat Ichmouratov e Elvira Misbakhova durante la performance dei Kleztory a Shanghai, Cina, agosto 2013

I Kleztory hanno suonato in un’ampia varietà di locali a Montreal, e nel corso della loro carriera che si estende dal 2000 al 2017 si sono esibiti in numerosi concerti in tutto il mondo incluse presentazioni in Canada, Stati Uniti, Olanda, Germania, Austria, Belgio, Ungheria, Svizzera, Romania, Brasile, Messico, Costa Rica e Cina. Nel 2012, i Kleztory sono stati selezionati come unici partecipanti canadesi per concorrere al 3º Festival Internazionale della Musica Ebraica di Amsterdam dove si sono aggiudicati il Premio Fürth Klezmer partecipando quindi al Furth Klezmer Festival (Germania) durante la primavera seguente. In ottobre 2015 i Kleztory saranno gli unici artisti canadesi selezionati per esibirsi allo Womex di Budapest, in Ungheria. I Kleztory hanno partecipato come solisti in numerose orchestre in tutto il mondo

## Riconoscimenti
- 2014 - nominati per ADISQ "Traditional Album of the Year" per Arrival[8]
- 2012 - vincitori dello Opus Prize nel 2007 come miglior album dell’anno nella categoria Jazz / Musica dal Mondo in Québec per Nomade[9]
- 2012 - vincitori dello Fürth Klezmer Prize al 3º Festival Internazionale della Musica Ebraica di Amsterdam

## Discografia
- 2001 - Kleztory – Musique Klezmer
- 2004 - Klezmer with Yuli Turovsky and I Musici de Montréal Chamber Orchestra (Chandos Records)[10]
- 2007 - Nomade (Amerix)
- 2013 - Arrival (Amerix)
- 2017 - Nigun (Amerix)[11]